# Saison 1977-1978 des Celtics de Boston
La saison 1977-1978 des Celtics de Boston est la 32e saison de la franchise américaine de la National Basketball Association (NBA).

## Draft
| Tour | Rang | Joueur         | Position | Nationalité | Provenance |
| ---- | ---- | -------------- | -------- | ----------- | ---------- |
| 1    | 12   | Cedric Maxwell | SF       | États-Unis  | Charlotte  |

## Classement de la saison régulière
| Conférence Est | Conférence Est              | Conférence Est | Conférence Est | Conférence Est |
| No             | Franchise                   | Vic.           | Déf.           | PCT            |
| -------------- | --------------------------- | -------------- | -------------- | -------------- |
| 1              | 76ers de Philadelphie       | 55             | 27             | 67.1           |
| 2              | Spurs de San Antonio        | 52             | 30             | 63.4           |
| 3              | Bullets de Washington       | 44             | 38             | 53.7           |
| 4              | Cavaliers de Cleveland      | 43             | 39             | 52.4           |
| 5              | Knicks de New York          | 43             | 39             | 52.4           |
| 6              | Hawks d'Atlanta             | 41             | 41             | 50.0           |
|                |                             |                |                |                |
| 7              | Jazz de La Nouvelle-Orléans | 39             | 43             | 47.6           |
| 8              | Celtics de Boston           | 32             | 50             | 39.0           |
| 9              | Rockets de Houston          | 28             | 54             | 34.1           |
| 10             | Braves de Buffalo           | 27             | 55             | 32.9           |
| 11             | Nets de New York            | 24             | 58             | 29.3           |

| Division Atlantique   | V  | D  | PCT  | GB |
| --------------------- | -- | -- | ---- | -- |
| 76ers de Philadelphie | 55 | 27 | 67.1 | -  |
| Knicks de New York    | 43 | 39 | 52.4 | 12 |
| Celtics de Boston     | 32 | 50 | 39.0 | 23 |
| Braves de Buffalo     | 27 | 55 | 32.9 | 28 |
| Nets de New York      | 24 | 58 | 29.3 | 31 |

## Effectif
| Numéro | Joueur            | Position | Provenance                           |
| ------ | ----------------- | -------- | ------------------------------------ |
| 7      | Ernie DiGregorio  | PG       | Providence                           |
| 10     | Jo Jo White       | PG       | Kansas                               |
| 11     | Charlie Scott     | SG       | UNC                                  |
| 12     | Sidney Wicks      | PF       | UCLA                                 |
| 17     | John Havlicek     | SF       | Ohio State                           |
| 18     | Dave Cowens       | C        | Florida State                        |
| 20     | Fred Saunders     | SF       | Syracuse                             |
| 26     | Kermit Washington | PF       | American University                  |
| 27     | Kevin Stacom      | SG       | Holy Cross, Providence               |
| 30     | Cedric Maxwell    | SF       | UNC Charlotte                        |
| 31     | Tom Boswell       | PF       | South Carolina State, South Carolina |
| 33     | Steve Kuberski    | PF       | Bradley                              |
| 34     | Jim Ard           | C        | Cincinnati                           |
| 41     | Curtis Rowe       | PF       | UCLA                                 |
| 42     | Don Chaney        | SG       | Houston                              |
| 44     | Dave Bing         | PG       | Syracuse                             |
| 52     | Bob Bigelow       | SF       | Penn                                 |
| 54     | Zaid Abdul-Aziz   | C        | Iowa State                           |

## Statistiques
| Joueur            | Matchs | Min/m. | % Tir | % LF | Rbds/m. | Pass/m. | Int/m. | Ctrs/m. | Pts/m. |
| ----------------- | ------ | ------ | ----- | ---- | ------- | ------- | ------ | ------- | ------ |
| Zaid Abdul-Aziz   | 2      | 12.0   | .231  | .667 | 7.5     | 1.5     | 0.5    | 0.5     | 4.0    |
| Jim Ard           | 1      | 9.0    | .000  | .500 | 4.0     | 1.0     | 0.0    | 0.0     | 1.0    |
| Bob Bigelow       | 4      | 4.3    | .250  |      | 1.0     | 0.0     | 0.0    | 0.0     | 1.5    |
| Dave Bing         | 80     | 28.2   | .449  | .824 | 2.7     | 3.8     | 1.0    | 0.2     | 13.6   |
| Tom Boswell       | 65     | 17.7   | .518  | .756 | 4.4     | 1.1     | 0.4    | 0.2     | 7.1    |
| Don Chaney        | 42     | 16.7   | .391  | .846 | 2.5     | 1.2     | 0.9    | 0.2     | 5.1    |
| Dave Cowens       | 77     | 41.8   | .490  | .842 | 14.0    | 4.6     | 1.3    | 0.9     | 18.6   |
| Ernie DiGregorio  | 27     | 10.1   | .431  | .923 | 1.0     | 2.4     | 0.4    | 0.0     | 3.9    |
| John Havlicek     | 82     | 34.1   | .449  | .855 | 4.0     | 4.0     | 1.1    | 0.3     | 16.1   |
| Steve Kuberski    | 3      | 4.7    | .250  |      | 2.0     | 0.0     | 0.3    | 0.0     | 0.7    |
| Cedric Maxwell    | 72     | 16.8   | .538  | .752 | 5.3     | 0.9     | 0.7    | 0.7     | 7.3    |
| Curtis Rowe       | 51     | 17.9   | .451  | .742 | 4.0     | 0.9     | 0.3    | 0.2     | 6.1    |
| Fred Saunders     | 26     | 9.3    | .330  | .824 | 1.4     | 0.4     | 0.3    | 0.2     | 2.8    |
| Charlie Scott     | 31     | 34.8   | .433  | .712 | 3.3     | 4.6     | 1.6    | 0.2     | 16.3   |
| Kevin Stacom      | 55     | 18.3   | .426  | .761 | 1.9     | 2.0     | 0.5    | 0.1     | 8.5    |
| Kermit Washington | 32     | 27.1   | .521  | .750 | 10.5    | 1.3     | 0.9    | 1.3     | 11.8   |
| Jo Jo White       | 46     | 35.7   | .419  | .858 | 3.9     | 4.5     | 1.1    | 0.2     | 14.8   |
| Sidney Wicks      | 81     | 29.8   | .467  | .660 | 8.3     | 2.1     | 0.8    | 0.6     | 13.4   |